# Bratislava-Milan Rastislav Štefániks flygplats
Bratislava-Milan Rastislav Štefániks flygplats (slovakiska: Letisko Milana Rastislava Štefánika) (IATA: BTS, ICAO: LZIB), även kallad Bratislava flygplats, är flygplatsen i Bratislava och tillika Slovakiens största internationella flygplats.
Flygplatsen har fått sitt namn efter general Milan Rastislav Štefánik vars flygplan havererade över Bratislava 1919. Flygplatsen sköts av Letisko Milana Rastislava Štefánika – Airport Bratislava, a.s. (BTS). Fram till maj 2004 drevs flygplatsen av den statliga myndigheten Slovenská správa letísk (Slovakiens flygplatsadministration).

## Belägenhet
Flygplatsen ligger 9 kilometer nordöst om Bratislava centrum och täcker en yta på 4,77 km².
Bratislavas flygplats ligger inom en timmes bilväg från Wien (Österrike), Brno (Tjeckien) och Győr (Ungern) vilket gör att flygplatsen är lättnådd för fyra nationer, men också att invånare i Bratislava ofta istället reser från den mycket större Wiens flygplats (22,7 milj passagerare 2015).

## Karaktär
Flygplatsen har både planerade och oplanerade flygningar, inrikes och internationella. De nuvarande landningsbanorna gör att de i princip klarar av alla moderna plan idag.
Det finns två landningsbanor på flygplatsen, (04/22 och 13/33), som båda totalrenoverades under 1980-talet.
Kapaciteten för flygplatsen är 2 miljoner passagerare och flygplatsen har två terminaler: Avgångsterminal A, byggd 1971, och ankomstterminal B, byggd 1994. En ny flygplatsterminal (B) och kontrolltorn byggdes under 1990-talet. Antalet passagerare minskade temporärt under 1990-talet på grund av konkurrensen med den närliggande Wien internationella flygplats som endast ligger omkring 50 kilometer från Bratislava centrum. Under 2005 hade flygplatsen över 1 300 000 passagerare och under 2007 drygt 2 miljoner passagerare.

## Statistik
| År          | 1997    | 1998    | 1999    | 2000    | 2001    | 2002    | 2003    | 2004    | 2005      | 2006      | 2007      | 2008      | 2009      | 2010      | 2011      | 2012      | 2013      | 2014      | 2015      | 2016      | 2017      |
| ----------- | ------- | ------- | ------- | ------- | ------- | ------- | ------- | ------- | --------- | --------- | --------- | --------- | --------- | --------- | --------- | --------- | --------- | --------- | --------- | --------- | --------- |
| Passagerare | 285.983 | 324.219 | 276.092 | 283.714 | 293.326 | 368.203 | 480.011 | 893.614 | 1.326.493 | 1.937.642 | 2.024.142 | 2.218.545 | 1.710.018 | 1.665.704 | 1.585.064 | 1.416.010 | 1.373.078 | 1.355.625 | 1.564.311 | 1.756.808 | 1.942.069 |
| Gods (ton)  | 1641    | 1443    | 1605    | 2878    | 3171    | 4831    | 10736   | 6972    | 3633      | 5055      | 1969      | 6,961     | 11,903    | 17,717    | 20,530    | 22,563    | 21,271    | 19,448    | 21,098    |           |           |

## Marktransport
Bratislava flygplats kan nås från stadens centrum (12 kilometer) av motorväg D1. Kollektivtrafikens busslinje nummer 61 går till stadens centrum och största järnvägsstation. Det går också flera bussar och minibussar till Wiens flygplats.

## Flygbolag och destinationer
| Flygbolag                                   | Destinationer |
| ------------------------------------------- | --- |
| flydubai                                    | Dubai |
| Ryanair                                     | Aten, Beauvais, Bergamo, Berlin (Schönefeld), Birmingham, Charleroi, Dublin, Edinburgh, Girona, Kiev, Liverpool, London (Stansted), Madrid, Malta, Manchester, Niš, Rom (Ciampino), Thessaloniki Säsong: Malaga, Palma de Mallorca, Trapani m.fl. |
| SmartWings Flygs av Travel Service Slovakia | Säsong: Burgas, Heraklion, Olbia, Palma de Mallorca, Rhodos, Tel Aviv |
| Wizz Air                                    | Kiev, London–Luton, Lviv, Skopje, Sofia |

## Frakt
| Flygbolag                                      | Destinationer          |
| ---------------------------------------------- | ---------------------- |
| DHL Aviation Körs av EAT Leipzig och Cargo Air | Bryssel, Leipzig/Halle |
| RAF-Avia                                       | Skopje                 |

## Kommunikationer
Det finns anslutande bussar till de olika flygen som går mellan Bratislava flygplats och Wien. 2 bussbolag åker sträckan. Ena bolaget kör sträckan med flera uppehåll och det andra bolaget kör direktbuss på ca 1 timme till Wien.